# Route nationale 332
Die Route nationale 332, kurz N 332 oder RN 332, war eine französische Nationalstraße, die von 1933 bis 1973 zwischen May-en-Multien und Compiègne verlief.